# It's Only Love (canção de The Beatles)
"It's Only Love" é uma canção escrita por Lennon/McCartney e gravada pelos Beatles em 1965, tendo sido lançada no álbum Help!. A canção foi incluída mais tarde nos álbuns de compilação Love Songs e Anthology 2.

## A Canção
Tendo sido escrita principalmente por John Lennon, era uma de suas canções das quais ele menos gostava, especialmente por causa da letra - que ele considerava abominável.  Na letra da canção, o narrador descreve como sua garota "ilumina a noite", e o problema dele é simplesmente estar apaixonado. Segundo Paul McCartney, a canção tinha sido composta apenas para preencher o lado B do álbum e, nesses casos, eles não estavam muito preocupados com a qualidade da letra: "É apenas uma canção de rock and roll, quero dizer, não é literatura". Especula-se que a pressão de tempo para compor as canções necessárias para o lançamento do disco seja a principal responsável pelo fato de ela ter sido gravada sem maiores aperfeiçoamentos, tendo eles mesmos a considerarem uma composição de baixa qualidade.
A primeira versão de estúdio da canção foi gravada por George Martin e sua orquestra como uma música instrumental, usando o título provisório original de John, "That's a Nice Hat".

## Créditos
- John Lennon: vocal, guitarra acústica
- Paul McCartney: baixo
- George Harrison: guitarra solo
- Ringo Starr: bateria e tamborim